# SKN St. Pölten Juniors
Die SKN St. Pölten Juniors sind die zweite Mannschaft des österreichischen Zweitligisten SKN St. Pölten. Die Mannschaft spielt seit der Saison 2019/20 in der Landesliga.

## Geschichte
Die Amateure des SKN St. Pölten stiegen in der Saison 2007/08 in der siebtklassigen 1. Klasse West/Mitte ein. In dieser wurde man in der ersten Saison prompt Meister. Die Gebietsliga übersprang man, zur Saison 2008/09 wurde man in der fünftklassigen 2. Landesliga West eingeteilt. In dieser wurde man auch direkt mit elf Punkten Vorsprung auf den ASV Spratzern Meister und stieg somit in die Landesliga auf. In der Debütsaison in der vierthöchsten Spielklasse wurde man Sechster. In der Saison 2010/11 nahmen die St. Pöltner Amateure erstmals am ÖFB-Cup teil, nachdem man den niederösterreichischen Cup gewonnen hatte. In der ersten Runde scheiterte man aber am amtierenden Meister FC Red Bull Salzburg. In der Landesliga wurde man in jener Spielzeit Siebter.
In der Saison 2011/12 belegte man wieder den sechsten Tabellenrang. In der Saison 2012/13 wurde man nur Neunter. In der Saison 2013/14 konnte die Mannschaft mit einem Punkt Vorsprung auf den SV Leobendorf Meister der Landesliga werden und somit erstmals in die Regionalliga Ost aufsteigen. In der Debütsaison in der dritthöchsten Spielklasse wurde das Team Elfter, auf die Abstiegsränge hatte man nur einen Vorsprung von zwei Punkten. Die Saison 2015/16 war bis heute die beste in der Geschichte des Teams: Mit dem neunten Rang gelang die erste und bis dato einzige einstellige Tabellenplatzierung in der Ostliga. In der Saison 2016/17 wurde man 14. und somit Vorletzter und musste in einer Relegation gegen die SV Mattersburg II um den Klassenerhalt spielen. Aus der Relegation gingen die Niederösterreicher als Sieger hervor. In der Saison 2017/18 erreichte man erneut Platz 14. Die Saison 2018/19 beendete man ein drittes Mal in Serie auf dem 14. Platz. Dies war allerdings in dieser Saison zu wenig für den Klassenerhalt, auf die Nichtabstiegsränge fehlten den SKN Juniors acht Punkte. Damit musste man nach fünf Spielzeiten wieder den Gang in die Landesliga antreten.
Nach der Rückkehr in die vierthöchste Spielklasse belegte man in der Saison 2019/20 nach 16 Spieltagen den vierten Rang, ehe die Saison aufgrund der COVID-19-Pandemie abgebrochen wurde. In der ebenfalls abgebrochenen Saison 2020/21 rangierte die Mannschaft zum Zeitpunkt des Abbruchs auf Rang 11. In der ersten vollständig ausgetragenen Meisterschaft seit Ausbruch der Pandemie rangierte das Team 2021/22 im Endklassement auf dem fünften Tabellenplatz. In den darauffolgenden Spielzeiten rutschte die Mannschaft wieder auf die hinteren Tabellenplätze ab und beendete die Saisonen 2022/23 und 2023/24 jeweils auf dem zwölften Platz.

## Trainerhistorie
- Lucjan Wojtanowicz (2006–2008)
- Alfred Hagl (2008–2011)
- Michael Schadinger (2011–2013)
- Jochen Fallmann (2013–2015)
- Gerhard Fellner (2015)
- Muamer Dedic (2015–2016)
- Markus Sukalia (2016)
- Jochen Fallmann (2016)
- Thomas Flögel (2016–2019)
- Johannes Neumayer (2019–2020)
- Marc Schweinshaupt (2020–2021)
- Gerald Schwingenschlögl (2021; interim)
- Goran Zvijerac (2021–2022)
- Philipp Steiner (2022–2023)
- Thomas Vollnhofer (2024)
- Abdullah Tabarrant (2024–2025)
- Daniel Schütz (seit 2025)